# Order Krzyża Białego

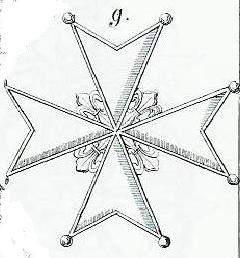
Oznaka Orderu Krzyża Białego (według Gustava Adolpha Ackermanna w 1855)

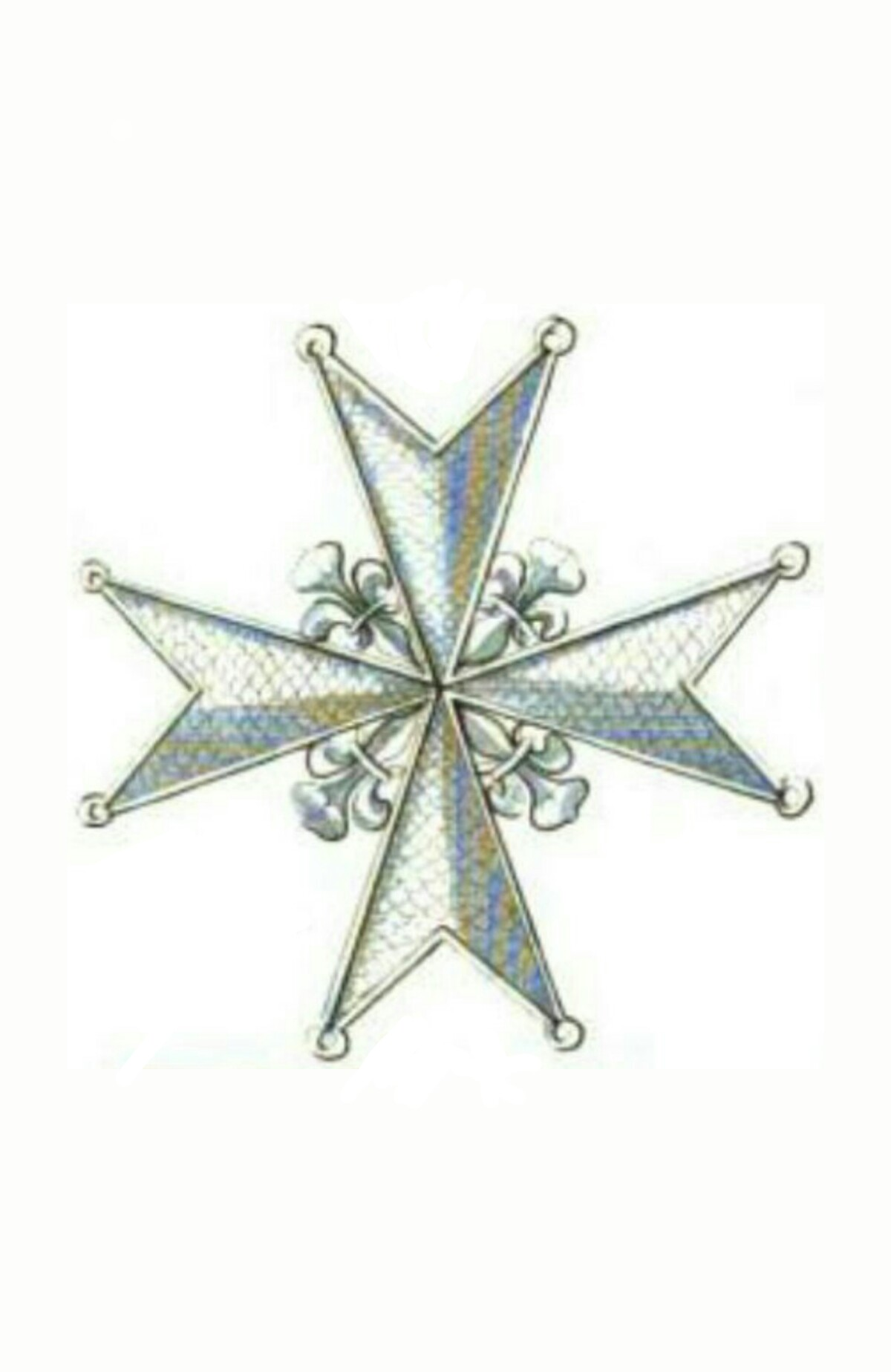
Podobna do powyższego srebrna gwiazda orderowa odnowionego w trzy lata później Orderu Świętego Stefana (według Aristide Michela Perrota w 1820)

Order Krzyża Białego, Order Wierności, Krzyż Wierności (wł. Ordine Croce Bianca, Ordine della Fidela, Croce della Fidela) – ustanowione w 1814 i krótko istniejące odznaczenie wojskowe Wielkiego Księstwa Toskanii.

## Szkic historyczny
Było to odznaczenie włoskie, o którym najmniej ze wszystkich wiadomo. Order został ustanowiony po upadku imperium napoleońskiego przez wielkiego księcia Toskanii Ferdynanda III Habsburga, który po 13 latach wygnania powrócił na swój tron. Order był przyznawany za zasługi wojskowe (według niektórych było to odznaczenie kobiece) i posiadał tylko jedną klasę. W 1817 roku władca Toskanii przestał go nadawać i odnowił założony przez siebie jako wielkiego księcia Würzburga w roku 1807 Order Świętego Józefa oraz odrestaurował jeszcze starszy Order Świętego Stefana.

## Wygląd
Oznaką orderu był emaliowany na biało krzyż maltański ze srebrnymi kulkami na zakończeniach ramion i srebrnymi liliami między ramionami. Order noszony był na ciemnoniebieskiej lub czerwonej wstędze. Inspiracją dla Ferdynanda III Toskańskiego mógł być ustanowiony w tym samym roku i z tego samego powodu – powrotu na dawny tron – burboński Order Lilii, gdyż fleur-de-lis nie mają wprawdzie nic wspólnego z rodzinną heraldyką habsburską, niemniej jednak pojawiają się w herbie  stolicy Toskanii, Florencji.